# Africa (single)
Africa is een nummer van de Amerikaanse rockgroep Toto. Het nummer verscheen voor het eerst op het vierde studioalbum Toto IV uit 1982 en werd geschreven door toetsenist David Paich en drummer Jeff Porcaro. Op 25 juni dat jaar werd het nummer eerst in Europa uitgebracht op vinylsingle en op 7 oktober in de VS, Canada, Australië en Nieuw-Zeeland en op 21 november volgde Japan. Op 1 juni 1988 werd het nummer op cd-single uitgebracht.

## Achtergrond
De plaat werd een wereldwijde hit en bereikte in thuisland de VS de nummer 1-positie in de Billboard Hot 100. In Canada werd eveneens de nummer 1-positie behaald. In Australië en Nieuw-Zeeland werd de 5e positie behaald, in Ierland de 2e, Duitsland de 14e en in het Verenigd Koninkrijk werd de 3e positie in de UK Singles Chart behaald.
In Nederland werd de plaat veel gedraaid op Hilversum 3 en werd een gigantische hit in de destijds drie landelijke hitlijsten op de nationale publieke popzender. De plaat bereikte de 2e positie in de Nederlandse Top 40 en de 4e positie in zowel de Nationale Hitparade als de TROS Top 50. In de Europese hitlijst op Hilversum 3, de TROS Europarade, werd de 17e positie bereikt.
In België bereikte de plaat de 7e positie in de voorloper van de Vlaamse Ultratop 50 en de 9e positie in de Vlaamse Radio 2 Top 30. In Wallonië werd géén notering behaald.
Sinds de allereerste editie in december 1999 staat de plaat onafgebroken genoteerd in de jaarlijkse NPO Radio 2 Top 2000 van de Nederlandse publieke radiozender NPO Radio 2, met als hoogste notering tot nu toe een 8e positie in 2018.

## Videoclip
De videoclip van het nummer werd geregisseerd door Steve Barron en ging in het voorjaar van 1982 in première. De videoclip toont de band Toto in een bibliotheek en spelend op een groot boek als ondergrond, waarin verschillende aspecten van de Afrikaanse cultuur worden vertoond en uitgebeeld. In Nederland werd de videoclip destijds (zomer 1982) op televisie uitgezonden door de popprogramma's AVRO's Toppop en Countdown van Veronica.

## Opnieuw in de belangstelling
Hoewel het nummer een grote hit was in de jaren tachtig, vond er omstreeks 2015 een heropleving plaats via sociale media.

## Ontstaan
De eerste ideeën en teksten kwamen van David Paich, hij trok zich het lot aan van mensen in Afrika na het zien van een documentaire. Van verdere invloed was de katholieke school waar Paich heen ging, waar hij verhalen kreeg te horen over het missionarisleven. Dit inspireerde Paich om te schrijven over een persoon die een eenzame missionaris bezoekt. Aan dit onderwerp wordt meerdere keren gerefereerd in het lied, zoals de zin “I bless the rains down in Africa.”
Paich schreef ook de eerste melodieën van het lied. Volgens hem speelde hij wat op zijn keyboard en vond zo de openingsakkoorden van het lied. Echter, instrumentaal gezien duurde het wat langer om het lied af te maken. Voor de basis gebruikte Paich een synthesizer (Yamaha CS-80). Hierna werden er verschillende opnames gemonteerd tot één melodie van een conga en drumstel door Jeff Porcaro en Lenny Castro. Als laatste werden de volgende instrumenten toegevoegd aan de melodie: bongo, jingle stick, koebel, shaker en tamboerijn. Bobby Kimball, Steve Lukather en Paich fungeerde in het achtergrondkoor.

## Albumartiesten
- David Paich – hoofd- en achtergrondzang, synthesizer en piano
- Bobby Kimball – hoofd- en achtergrondzang
- Steve Lukather – elektrische gitaar en achtergrondzang
- Steve Porcaro – synthesizers
- David Hungate – basgitaar
- Jeff Porcaro – drumstel, koebel, gong en overige percussie

### Meewerkende artiesten
- Lenny Castro – conga's, shakers en extra percussie
- Timothy B. Schmit – akoestische gitaar en achtergrondzang
- Joe Porcaro – percussie en marimba
- Jim Horn – geluidsopname

## Internetsensatie
In de jaren '10 van de 21e eeuw neemt de populariteit van de plaat onder jongeren toe, waarbij er zelfs sprake is van een internetmeme. Zo is er een Twitterbot die voortdurend tekstflarden van de plaat publiceert en een website die de videoclip non-stop vertoont. In januari 2019 is er een geluidsinstallatie opgezet door de kunstenaar Max Siedentopf in de Namibwoestijn om het lied in een constante lus af te spelen. De installatie wordt aangedreven door een MP3-speler, batterijen en enkele zonnepanelen, waardoor het nummer voor onbepaalde tijd kan worden afgespeeld.
Een mogelijke verklaring voor deze toename in interesse van de hedendaagse popcultuur, is het verschijnen van de plaat in de Netflix-hit tv-serie Stranger Things, Grand Theft Auto: Vice City, Family Guy en South Park. Daarnaast geven muziekdeskundigen aan dat de plaat een mate van jeugdsentiment veroorzaakt bij zowel mensen die de jaren '80 bewust hebben meegemaakt, als hun kinderen die de plaat via hun ouders hebben leren kennen.

## Hitnoteringen

### NPO Radio 2 Top 2000
| Nummer met noteringen in de NPO Radio 2 Top 2000 | '99 | '00 | '01 | '02 | '03 | '04 | '05 | '06 | '07 | '08 | '09 | '10 | '11 | '12 | '13 | '14 | '15 | '16 | '17 | '18 | '19 | '20 | '21 | '22 | '23 | '24 |
| ------------------------------------------------ | --- | --- | --- | --- | --- | --- | --- | --- | --- | --- | --- | --- | --- | --- | --- | --- | --- | --- | --- | --- | --- | --- | --- | --- | --- | --- |
| Africa                                           | 34  | 49  | 33  | 39  | 52  | 63  | 70  | 75  | 110 | 66  | 100 | 97  | 87  | 62  | 28  | 51  | 42  | 30  | 25  | 8   | 11  | 14  | 23  | 17  | 21  | 24  |

1. ↑  Een vetgedrukt getal geeft de hoogste notering aan.

### Evergreen Top 1000
| Evergreen Top 1000 | Evergreen Top 1000 | Evergreen Top 1000 | Evergreen Top 1000 | Evergreen Top 1000 | Evergreen Top 1000 | Evergreen Top 1000 | Evergreen Top 1000 | Evergreen Top 1000 | Evergreen Top 1000 | Evergreen Top 1000 | Evergreen Top 1000 | Evergreen Top 1000 | Evergreen Top 1000 | Evergreen Top 1000 | Evergreen Top 1000 | Evergreen Top 1000 |
| Jaar               | 2008               | 2009               | 2010               | 2011               | 2012               | 2013               | 2014               | 2015               | 2016               | 2017               | 2018               | 2019               | 2020               | 2021               | 2022               | 2023               |
| ------------------ | ------------------ | ------------------ | ------------------ | ------------------ | ------------------ | ------------------ | ------------------ | ------------------ | ------------------ | ------------------ | ------------------ | ------------------ | ------------------ | ------------------ | ------------------ | ------------------ |
| Positie            | -                  | -                  | -                  | -                  | -                  | -                  | -                  | -                  | 397                | 294                | 251                | 168                | 169                | 203                | 198                | 232                |

### JOE FM Hitarchief 2000
| "Africa" | "Africa" | "Africa" | "Africa" | "Africa" | "Africa" | "Africa" | "Africa" | "Africa" | "Africa" | "Africa" | "Africa" | "Africa" | "Africa" |
| -------- | -------- | -------- | -------- | -------- | -------- | -------- | -------- | -------- | -------- | -------- | -------- | -------- | -------- |
| Jaar     | 2009     | 2010     | 2011     | 2012     | 2013     | 2014     | 2015     | 2016     | 2017     | 2018     | 2019     | 2020     | 2021     |
| Positie  | 216      | 177      | 183      | 186      | 143      | 125      | 92       | 98       | 106      | 99       | 7        | 16       | 7        |